# Acta Tirolensia
Die Acta Tirolensia (abgekürzt: AT) sind eine österreichische landesgeschichtliche Schriftenreihe, die historisch-kritische Editionen von mittelalterlich-frühneuzeitlichem Urkundenmaterial aus dem Raum Tirol bietet. Die Bände mit dem Untertitel Urkundliche Quellen zur Geschichte Tirols werden seit 1886 im Universitätsverlag Wagner in Innsbruck herausgegeben.
Folgende Titel sind bislang erschienen:
- Oswald Redlich (Hrsg.): Die Traditionsbücher des Hochstifts Brixen vom zehnten bis in das vierzehnte Jahrhundert (= Acta Tirolensia. Bd. 1). Wagner, Innsbruck 1886. Nachdruck Scientia, Aalen 1973, ISBN 3-511-04301-8 (Digitalisat der Südtiroler Landesbibliothek Dr. Friedrich Teßmann).
- Hans von Voltelini (Hrsg.): Die Südtiroler Notariatsimbreviaturen des dreizehnten Jahrhunderts. Teil 1 (= Acta Tirolensia. Bd. 2). Wagner, Innsbruck 1899. Nachdruck Scientia, Aalen 1973, ISBN (Digitalisat der Südtiroler Landesbibliothek Dr. Friedrich Teßmann).
- Hermann Wopfner (Hrsg.): Quellen zur Vorgeschichte des Bauernkriegs: Beschwerdeartikel aus den Jahren 1519–1525 (= Quellen zur Geschichte des Bauernkriegs in Deutschtirol. Bd. 1  = Acta Tirolensia. Bd. 3). Wagner, Innsbruck 1908 (Digitalisat der Südtiroler Landesbibliothek Dr. Friedrich Teßmann).
- Franz Huter, Hans von Voltelini (Hrsg.): Die Südtiroler Notariatsimbreviaturen des dreizehnten Jahrhunderts. Teil 2 (= Acta Tirolensia. Bd. 4). Wagner, Innsbruck 1951.
- Franz Huter, Karl Moeser (Hrsg.): Das älteste Tiroler Verfachbuch (Landgericht Meran 1468–1471) (= Schlern-Schriften. Bd. 283 = Acta Tirolensia. Bd. 5). Wagner, Innsbruck 1990.